# Злидень Федір Євтихійович
Фе́дір Євти́хійович Злидень (також Явтухович або Євтихейович; псевдоніми і криптоніми: Злидар, Ф. Весняний, Ф. З., Ховрашок; 24 липня (5 серпня) 1899, Зачепилівка Костянтиноградського повіту Полтавської губернії — сучасний Зачепилівський район — 16 травня 1938 (в певних джерелах 1941 рік) — український письменник та журналіст доби Розстріляного відродження. Батько художника Юрія Злидня.

## Життєпис
Походить з селянської родини, закінчив Зачепилівське двокласне училище. Певний час працює в канцелярії Костянтиноградського повітового земства.
1918 року вступає до Костянтиноградської вчительської семінарії. По закінченні працює вчителем перших класів у Забаринській школі.
Друкуватися почав у 1922 році.
1923 року поступає до Полтавського інституту народної освіти.
Належав до літературної спілки селянських письменників «Плуг».
Його твори друкувалися в газетах Полтави і Харкова.
Писав вірші, нариси, п'єси; багато його творів друком не вийшли — пропали після арешту.
Протягом 1930–1938 років працював літературним працівником газети «Більшовик Полтавщини».
З 1930 до 1938 року працював літпрацівником газети, займається літературною творчістю.

### Загибель
17 березня 1938 року арештований. 5 квітня 1938 засуджений Особливою трійкою при УНКВС Полтавської області до розстрілу з конфіскацією особистого майна; вирок виконано 16 травня 1938 року.
Згідно деяких радянських джерел, помер 1941 року в концтаборі.
1 березня 1957 року рішенням Полтавського обласного суду посмертно реабілітований.

## Творчість
Окремими виданнями за життя вийшли:
- «Бригадир Ткач»;
- «Яри загомоніли»;
- «Надія Яремченко».